# 帕氏溪花鱂
帕氏溪花鱂，為輻鰭魚綱鯉齒目鯉齒亞目花鳉科的其中一種，分布於南美洲法屬圭亞那及巴西邊界的Lower Oiapoque流域，體長可達1.4公分，棲息在植被生長的溪流，屬雜食性，生活習性不明。

## 擴展閱讀
維基物種上的相關：帕氏溪花鱂